# International Congress of Americanists
Der International Congress of Americanists (ICA) (span. Congreso Internacional de Americanistas) ist eine multidisziplinäre wissenschaftliche Konferenz, die seit 1875 regelmäßig in Europa oder Amerika stattfindet. Die Bezeichnung Amerikanistik wird dabei auf den amerikanischen Gesamtkontinent bezogen. Ziel der Gründungsveranstaltung durch die Pariser Société Américaine de France am 25. August 1874 war es, „einen Beitrag zur Entwicklung der ethnographischen, linguistischen und historischen Studien über die beiden Amerikas, vor allem für die Zeit vor Kolumbus, zu leisten“.
Die auf dem Kongress vertretenen Disziplinen und Themen sind Anthropologie, Archäologie, Kunst, Bildung, Wirtschaft, Geografie, Geschichte, Menschenrechte, Recht, Philosophie, Linguistik, Soziologie und Stadtforschung.
Im Rahmen des 1988 in Amsterdam abgehaltenen Kongresses wurde der Grundstein für das Lateinamerika-Informationsnetzwerk REDIAL gelegt.
Der 53. International Congress of Americanists fand vom 19. bis 24. Juli 2009 in Mexiko-Stadt statt und wurde von der Universidad Iberoamericana organisiert. Der 54. International Congress of Americanists fand vom 15. bis 20. Juli 2012 in Wien statt und wurde von der Universität Wien, dem Österreichischen Lateinamerika-Institut und dem Wiener Museum für Völkerkunde veranstaltet.

## Kongresse
1. 1875 Nancy
2. 1877 Luxemburg
3. 1879 Brüssel
4. 1881 Madrid
5. 1883 Kopenhagen
6. 1886 Turin
7. 1888 Berlin
8. 1890 Paris
9. 1892 Huelva
10. 1894 Stockholm
11. 1895 Mexiko-Stadt
12. 1900 Paris
13. 1902 New York
14. 1904 Stuttgart
15. 1906 Québec
16. 1908 Wien
17. 1910 Buenos Aires/Mexiko-Stadt
18. 1912 London
19. 1915 Washington
20. 1922 Rio de Janeiro
21. 1924 Den Haag/Göteborg
22. 1926 Rom
23. 1928 New York
24. 1930 Hamburg
25. 1932 La Plata
26. 1935 Sevilla
27. 1939 Mexiko-Stadt/Lima
28. 1947 Paris
29. 1949 New York
30. 1952 Cambridge
31. 1954 São Paulo
32. 1956 Kopenhagen
33. 1958 San José
34. 1960 Wien
35. 1962 Mexiko-Stadt
36. 1964 Madrid/Barcelona/Sevilla
37. 1966 Mar del Plata
38. 1968 Stuttgart/München
39. 1970 Lima
40. 1972 Rom/Genf
41. 1974 Mexiko-Stadt
42. 1976 Paris
43. 1979 Vancouver
44. 1982 Manchester
45. 1985 Bogotá
46. 1988 Amsterdam
47. 1991 New Orleans
48. 1994 Stockholm/Göteborg
49. 1997 Quito
50. 2000 Warschau
51. 2003 Santiago
52. 2006 Sevilla
53. 2009 Mexiko-Stadt
54. 2012 Wien
55. 2015 San Salvador
56. 2018 Salamanca
57. 2023 Foz do Iguaçu[1]